# Bébé a la peste
Pour plus de détails, voir Fiche technique et Distribution.
Bébé a la peste ou Bébé pestiféré est un film muet français réalisé par Louis Feuillade et sorti en mars 1911.
Ce film fait partie de la série des Bébé.

## Fiche technique
- Titre : Bébé a la peste ou Bébé pestiféré
- Réalisation : Louis Feuillade
- Scénario : Louis Feuillade
- Société de production : Société des Établissements L. Gaumont
- Pays d'origine :  France
- Langue : film muet avec les intertitres en français
- Format : Noir et blanc — 35 mm — 1,33:1 — Muet
- Métrage : 192 m
- Genre : Comédie
- Durée : 5 minutes 30 secondes
- Date de sortie : 
  - France : 27 mars 1911

## Distribution
- René Dary : Bébé (comme Clément Mary)